# فراون‌برگ
فروئنبورگ (به آلمانی: Frauenberg) یک منطقهٔ مسکونی در اتریش است که در بروک مورتسوچلاگ واقع شده‌است. فروئنبورگ ۲۰٫۶۲ کیلومتر مربع مساحت دارد ۹۴۱ متر بالاتر از سطح دریا واقع شده‌است.